# Gud skabte kvinden
Gud skabte kvinden (fransk: Et Dieu... créa la femme) er en fransk film fra 1956 instrueret af Roger Vadim med Brigitte Bardot i hovedrollen. Den blev en sensation og Bardots internationale gennembrud.